# Wieża (film 2007)
Wieża – polski film fabularny (dramat obyczajowy) z 2007 roku w reżyserii i według scenariusza Agnieszki Trzos. Okres zdjęciowy : sierpień 2004. Plenery : Warszawa

## Obsada
- Agnieszka Warchulska – Ewa
- Robert Gonera – Bartek
- Rafał Maćkowiak – Adam
- Agata Stawarz – Beti
- Mariusz Zaniewski – Mateusz
- Zofia Bartoszewicz – Kasia
- Bartłomiej Topa – Toksyk
- Anna Dymna – psychoterapeutka
- Roma Gąsiorowska – Magda, dziewczyna Mateusza
- Artur Łodyga
- Dariusz Pick

## Fabuła
Film jest opowieścią o 30-latkach szukających miłości.